# Komedia z pomyłek (nowela)
Komedia z pomyłek – nowela autorstwa Henryka Sienkiewicza opublikowana po raz pierwszy na łamach "Gazety Polskiej" (styczeń-luty 1878 roku). 

## Treść
Akcja utworu toczy się w spokojnym miasteczku Struck Oil City na Dzikim Zachodzie. Fabuła skupia się wokół konfliktu pomiędzy dwoma mieszkańcami pochodzenia niemieckiego - Hansem Kaschem i Kunegundą Neuman. Każde z nich założyło w miasteczku grocernię (wielobranżowy sklep korzenny). Początkowa ostra konkurencja i walka o klientów szybko przerodziła się we wzajemną nienawiść. Nie było dnia, by któreś nie wyrządziło drugiemu jakiejś przykrości lub szkody. Po kolejnej awanturze oboje udali się do sądu, a nie znający dobrze ani angielskiego ani niemieckiego sędzia źle zrozumiał przyczynę ich przybycia i udzielił im szybkiego ślubu. Niecodzienne okoliczności zaślubin sprawiły, że chcąc nie chcąc stali się sobie bliscy.
Na podstawie noweli powstał w 1967 film o tym samym tytule.